# 乔马德
乔马德，是匈牙利佩斯州所辖的一个村。总面积12.39平方公里，总人口1487，人口密度120.0人/平方公里（2011年1月1日）。